# Лансдейл (Пенсильвания)
Лансдейл (англ. Lansdale) — боро в округе Монтгомери, штат Пенсильвания (США). Расположен к северо-западу от Филадельфии. Население составляло 16 269 человек по переписи населения 2010 года.

## История
Самые ранние известные поселенцы Лансдейла были членами семьи Дженкинса. На пике своего развития усадьба Дженкинса занимала около 120 акров земли. Строительство Северной Пенсильванской железной дороги в 1850-х годах способствовало быстрому росту и расширению Лансдейла. Возможности трудоустройства принесли в боро поселенцев, жилье и местный бизнес.
В 1872 году боро Лансдейл было официально зарегистрировано и названо в честь главного геодезиста Северной Пенсильванской железной дороги Филипа Лансдейла Фокса. По правилам наименования того времени, боро должно было называться Дженкинтаун, поскольку земля, окружающая вокзал, принадлежала семье Дженкинсов. Однако, вдоль железной дороги уже существовало боро с таким названием.

## География
По данным Бюро переписи населения США, боро имеет общую площадь 8,0 км². Средняя месячная температура колеблется от -1°C в январе, до 23,7 °C в июле. Средняя годовая абсолютная минимальная температура составляет -18°C.

## Известные люди
- Рассел Хобан (1925—2011) — англо-американский писатель-фантаст, родился и вырос в Лансдейле.
- Лайза Вайль (род. 1977) — американская актриса; родилась в Пассаик (Нью-Джерси), но её семья переехала в Лансдейл в 1984 году.
- Марч Пегги (род. 1948) — американская певица, наиболее известная благодаря своей песне 1963 года «I Will Follow Him», проданной в США более чем в миллионе экземпляров.
- Пол Бейтсон (1940-2012) — радиолог, снимался в фильме «Изгоняющий дьявола», позже осуждённый за убийство кинокритика и подозреваемый в серии убийств геев в конце 1970-х в Нью-Йорке.

## В популярной культуре
Действия эпизода телесериала «Грань», вышедшего в эфир 24 сентября 2009 года, происходило в Лансдейле. Эти сцены были сняты в Британской Колумбии, и город был изображён как сельская местность, состоящая из кукурузных полей, а не как густонаселённый пригородный город, которым Лансдейл является на самом деле.
В начале эпизода «Перемены» 7-го сезона телесериала «Доктор Хаус» был показан Лансдейл.